# Língua mazandarani
Mazandarani (مازِرونی) ou tabari (تبری) (também chamada: Mazaniki) é uma língua iraniana do ramo noroeste e é falada principalmente nas províncias iranianas de Mazandarão, Guilão e Gulistão. Sendo uma língua do ramo noroeste é relacionada na sua origem com a língua guiláqui e de forma mais distante com o persa, a qual pertence ao ramo do Sudoeste.

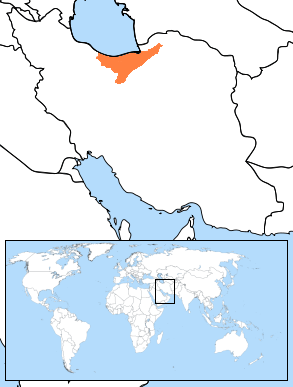
Áreas onde o mazandarani é falado como língua materna

## Dialetos
Linguistas identificaram três maiores dialetos do mazandarani:
- Mazandarani próprio
- Shahmirzadi
- Gorgani (extinto)

## Etimologia
O nome "mazandarani" (e suas variantes) deriva da histórica região de Mazandarão (Mazerun em mazandarani), que fez parte do antigo reino do Tabaristão (ou Tapúria). Muitos dos seus falantes chamam a língua de "guiléqui" (gileki) — não confundir com a língua guiláqui —, como também assim chamam os guiláquis. "Guiléqui" consiste da junção de dois morfemas : Gil + pos-fixo ki. O nome "tapuri" (ou "tabari") vem de uma antiga língua de algum local de Tapúria. Este último nome é mais usado entre os mais jovens para se referir aos guiléquis. Assim, Guilão e Mazanderão formaram um antigo estado chamado Tapúria cuja língua nacional foi o guiláqui.

## História
Dentre as línguas iranianas ainda vivas, mazandarani é uma das que têm mais longa vida com registros escritos, entre os séculos X e XV. Essa condição é devida aos longos reinados independentes a semi-independentes que dominaram Mazandarão nos séculos que se seguiram à invasão árabe.
A literatura dessa língua inclui livros como Marzban Nameh (mais tarde traduzido para o persa) e a poesia de Amir Pazevari. O uso do mazandarani, porém, entrou em declínio. Seu prestígio na literatura e na administração foi possivelmente eclipsado pela língua persa bem antes da integração final de Mazandarão na administração nacional no início do século XVII.

## Falantes
O Ethnologue (relat. De 1993) estimou mais de três milhões de falantes nativos mazandarani, falando diversos dialetos como gorgani, ghadikolahi e palani. O Mazandarani é um idioma relacionado em muita proximidade com a língua guiláqui, tendo as duas línguas vocabulários muito similares

## Gramática
O mazanderani é uma língua inflexionada e sem gêneros gramaticais. Sua ordem de palavras preferencial é Sujeito-Verbo-Objeto.

### Casos gramaticais
| Caso       | Positção   | Significado |
| Sere-a     | Nominativo | Casa        |
| Sere re    | Acusativo  | Rumo à casa |
| Sereo      | Vocativo   | Casa!       |
| Sere şe    | Genitivo   | Da casa     |
| Sere re    | Dative     | Para a casa |
| Sere ye jä | Ablativo   | Pela casa   |

### Adjetivos
| Adjetivo   | Posição       | Significado |
| And-e Sere | Aplicativo    |             |
| Gat e Sere | Comparativo   | Casa grande |
| untä Sere  | Determinativo | Aquela casa |
| Səre       | Superlativo   | Xär Sere    |

### Sufixos
A lista a seguir veio de um Dicionário Persa-Mazandarani Online Mazandarani-Persian dictionary.

#### Locativos
| Sufixo      | Exemplo   | Significado        |
| Kash        | Kharkash  | Bom local          |
| Kel         | Tutkel    | Limite de morus    |
| Ij          | Yoshij    | Yoshian            |
| Pequeno pão | Chenarbon | Na banana da terra |
| Ja          | Səre Ja   | Da casa            |
| Sar         | Bənesar   | Em abaixo          |

#### Subjetivos
| Sufixo | Exemplo   | Significado          |
| Chaf   | Au Chaf   | Sugador de água      |
| Rush   | Halikrush | Vendedor de drupas   |
| Su     | Vərgsu    | Caçador de lobos     |
| Kaf    | Ukaf      | Quem atua na água    |
| Vej    | Galvej    | Localizador de ratos |
| Yel    | vəngyel   | Líder da banda       |

## Ortografia
Mazanderani é escrita normalmente com o alfabeto persa. Porém, muitos usam (principalmente para Internet) o alfabeto latino.

## Vocabulário
| Português   | Mazandarani             | Persa                     | Proto-Indo-Europeu | Exemplo           |
| ----------- | ----------------------- | ------------------------- | ------------------ | ----------------- |
| Novo        | Neo                     | No/Now                    | *newos             | Adjetivo          |
| Grande      | Gat                     | Bozorg, Gonde, Katte      |                    | Adjetivo          |
| Melhor      | Better                  | Behtar                    |                    | Advérbio          |
| Ser (pass.) | Bine                    | Budeh                     |                    | Verbo auxiliar    |
| Ser (pass.) | Bien                    | Budan                     |                    | Verbo no infinito |
| Lua         | Moong/Mong              | Mâh                       | *mehnos            | Substantivo       |
| Filha       | Deter                   | Dokhtar                   | *dheugh            | Substantivo       |
| Vaca        | Go/Gu/Guw               | Gâv/Gow                   |                    | Substantivo       |
| Meu         | Me/Mi (antes do subst.) | am (depois do subst.), om |                    | Verbo             |
| Tagarelar   | Gap                     | Gap                       |                    | Verbo             |
| Corrigir    | Rast                    | Râst                      |                    | Verbo             |

Quase todos os falantes de mazandarani são fluentes também em persa e muitos dialetologistas concluíram que a língua está convergindo para o persa.

## Influências do mazanderani

### Irã de hoje
No Irã há produtos e empresas bem populares, como Rika (filho) ou Kija (filha), que tomaram seus nomes de palavras mazandarani.

### Línguas não iranianas
Há palavras oriundas do mazanderani na língua turcomena. A maioria vive nas margens sudoeste do mar Cáspio, muitos são fazendeiros ou pescadores. São próximos a outros povos iranianos que habitam do planalto iraniano. A recente onda de nacionalismo iraniano na atual história do país está associada à inspiração na Dinastia Pahlavi (em língua persa  دودمان پهلوی), cuja origem é mazandarani. Durante esse período houve promoção de tal crescimento junto com a revitalização de tradições locais pré-islâmicas, reformas da língua persa, etc.

## Língua
A língua mazandarani pertence ao ramo noroeste das línguas iranianas e seus falantes mazandaranis são fluentes tanto nessa língua como no Persa. Porém, com o crescimento da educação e com a influência maior da imprensa, as diferenças entre o mazandarani e outros dialetos iranianos vão tendendo a desaparecer. O mazandarani é muito relacionada à língua guiláqui, tendo as duas línguas muito em comum no vocabulário. Tais duas línguas (ou dialetos) mantiveram muito mais do que o persa antigo características das antigas línguas iranianas.
O especialista Borjan verificou que o mazandarani tem diversos subdialetos com muita inteligibilidade mútua entre eles. Raymond Gordon em Ethnologue os lista como gorgani, palani, etc., chamados de dialetos.

## Famosos Mazarandanis

### Personagens históricos
- Abu Jafar ou Maomé ibne Jarir Atabari  (838–923), historiador e teólogo.
- Abu Jafar Maomé ibne Jarir ibne Rustum Atabari, pensador xiita, por vezes confundido com o homem acima. Escreveu a obra Dala'il al-Imamah (Provas da Doutrina Shi'a  - Imamah .
- Ali ibne Sal Rabã Atabar, "Ali, o estudioso do Tabaristão" (838–870 0.) – escreveu uma enciclopédia médica e ensinou o médico Rasis.
- Alboácem Atabari, médico do século X.
- Atabarani, ( 821–918 CE) escreveu muitos “ahadeetha”.
- Amir Pazevari, poeta.
- Maziar, aristocrata iraniano da “Casa de Karen”.

### Personagens recentes
- Reza Pahlavi, Imperador do Irã (Pérsia) de 1924 a 1941
- Nima Yooshij (poeta)
- Emamali Habibi (Campeão Olímpico de luta livre — Babreh Mazandarão)
- Ali Larijani (ex-membro da Suprema Corte do Conselho de Segurança do Irã — porta voz dos Majlis)
- Mohammad Javad Larijani (matemático e ex-membro dos Majlis)
- Sadegh Larijani (líder do Judiciário da República Islâmica do Irã)
- Mohammad Zohari (poeta)
- Delkash (cantora)
- Gholam-Hossein Banan (cantor)
- Ehsan Tabari (teórico marxista)
- Noureddin Kianouri (político)
- Dr. Parviz Khanlari (escritor, tradutor)
- Habibollah Badiei (músico)
- Reza Allamehzadeh (diretor de cinema)
- Rashid Mostaghim (cantor)
- Behdad Salimikordasiabi (atleta olímpico — levantamento de peso)

## Georgianos
Na era dos Safávidas, houve assentamento de migrantes georgianos para Mazandarão, cujos descendentes ainda vivem na região. Muitas aldeias, cidades e áreas ainda têm nos seus nomes a partícula "Gorji" (de georgiano), mesmo que quase todos descendentes dessa etnia tenham se assimilado aos madanzaranis locais. A história desses imigrantes da Geórgia é descrita pelo estudioso Eskandar Beyg Monsh, do século XVII, autor de “Tarikh-e Alam-Ara-ye Abbas”. Autores estrangeiros também encontraram e registraram essa presença externa entre os mazandaranis, tais como Chardin e Della Valle.

## Amostras de textos
áme kεrkā šúnnε nεfār-sar. nεfār-sar xεsέnnε. badími nεfār-sar-e čεl-o-ču hamε bapíssεnε. bāútεmε, “vačε jān! injε, kεlum-e pali, mé-vesse έttā kεrk-kεli dεrεs hā́kεn!”  vε εm nεmāšun ke pe dar-biārdε, hamun šō badímε bεmúnε sεre piεr o vačε. ande-tumi piεr o vačε bεmúnε sεre, nεmāz kέrdεnε, qεzā xέrdεnε; ba:d εz nεmāz šínε ún-var, sāāt-e čār harkεt kέrdεnε.
Nossas galinhas vão para o nefār e aí dormem. [Certa vez] eu notei que a madeira do nefār estava toda carcomida. Eu disse [a meu filho], “Querida criança! Aqui, junto ao estábulo, me faça uma gaiola para galinhas.” Na tarde em que [meu filho] fazia a construção, o pai [sogro] e [seu] filho chegaram em casa. Logo que o pai e o filho chegaram em casa, eles quiseram fazer suas preces, comeram algo e, depois das preces, eles quiseram ir para lá (a sala ao lado); então, as quatro horas tiveram que ir embora.
(de Maryam Borjian e Habib Borjian, “Ethno-Linguistic Materials from Rural Mazandarão [: Mysterious Memories of a Woman],” Iran and the Caucasus 11/2, 2007, pp. 226–254.)
mosalmunun! mέrε šabgir varέnnε
āx, mέrε bā kamεr-e haftir varέnnε
mέrε bavέrdεnε Tεrkεmun-e dam
Tεrkεmun kāfεr o gεlilε be-ra:m
Muçulmanos! Eles estão me levando no raiar da aurora.
Ó, eles estão me levando com pistolas na cintura (deles).
Eles me levaram para próximo às (tribos) Turcomenas.
Turcomenos [are] são infiéis e as balas (são) impiedosas.
gεtε,
ašun xō badimā   mεn še   Ali-rε
sio dasmāl davέsso še gali-rε
age xā́nnε bā́urεn ámi badi-rε
bázεne xεrusεk šέme gali-rε
volvol sar-e dār gέnε εy zāri-zāri
me gol dāš báio sarbāz-e Sāri
Ele diria,
Esta noite sonhei com meu Ali.
Ele [tinha] amarrado uma echarpe negra sobre sua garganta.
Se isso teve uma intenção maligna sobre nós,
Minha tosse de crupe ataca sua garganta!
O rouxinol sobre a árvore se queixa constantemente (?)
Meu querido irmão vestido com um Sāri.
Poemas de quatro versos por Sabura Azizi, transcritos e traduzidos por Habib Borjian (Ref. Habib Borjian e Maryam Borjian, “Mysterious Memories of a Woman: Ethno-Linguistic Materials from Rural Mazandarão,” Iran and the Caucasus 11/2, 2007).